# Silvia Poll
Silvia Poll (Managua, Nikaragva, 24. rujna 1970.) je bivša kostarikanska plivačica, osvajač prve olimpijske medalje u povijesti Kostarike. Silvia i njezina mlađa sestra Claudia su jedine osvajačice Olimpijskih medalja za Kostariku.

## Biografija
Silvia Poll je rođena u Managui u Nikaragvi. Njeni roditelji bili su Nijemci koji su se doselili u Nikaragvu gdje su Silvia i njena mlađa sestra Claudia rođene. Nakon potresa 1972. u Nikaragvi raste politička napetost, Silvini roditelji odlučili da se presele na jug u Kostariku. Silvia je članica međunarodne "Lige za mir", skupine od 54 poznatih elitnih sportaša u službi mira u svijetu.

## Olimpijske igre
Na Olimpijskim igrama osvojila je jednu srebrene medalje u Seulu 1988. godine u disciplinama 200 metara slobodno, nastupila je i na Olimpijadi u Barceloni 1992. godine.

## Panameričke igre
Na Panameričkim igrama osvojila je osam medalja od čega četiri zlata, tri srebra i dvije bronce.

## Vanjske poveznice
- Profil  Arhivirana inačica izvorne stranice od 5. travnja 2008. (Wayback Machine)